# Критерій стійкості Гурвіца
Критерій стійкості Гурвіца — один із способів аналізу лінійної стаціонарної динамічної системи на стійкість, розроблений німецьким математиком Адольфом Гурвіцем. Поряд з критерієм Рауса є представником сімейства алгебраїчних критеріїв стійкості, на відміну від частотних критеріїв, таких як критерій стійкості Найквіста. Перевагою методу є принципова простота, недоліком - необхідність виконання операції обчислення визначника, яка пов'язана з певними обчислювальними тонкощами (наприклад, для великих матриць може виявитися чималою обчислювальна помилка).

## Формулювання
Метод працює з коефіцієнтами характеристичного рівняння системи. Нехай {\displaystyle W(s)={\frac {Y(s)}{U(s)}}} — передатна функція системи, а {\displaystyle \ U(s)=0} — характеристичне рівняння системи. Представимо характеристичний поліном
{\displaystyle \ U(s)} у вигляді
{\displaystyle \ U(s)=a_{0}s^{n}+a_{1}s^{n-1}+...+a_{n}}
Із коефіцієнтів характеристичного рівняння будується визначник Гурвіца {\displaystyle \ n} по алгоритму:
1) по головній діагоналі зліва направо виставляються всі коефіцієнти характеристичного рівняння від
{\displaystyle \ a_{1}} до {\displaystyle \ a_{n}};
2) від кожного елемента діагоналі вгору і вниз добудовуються стовпці визначника так, щоб індекси зменшувалися згори донизу;
3) на місце коефіцієнтів з індексами менше нуля або більше {\displaystyle \ n} ставляться нулі.
відповідно до критерію Гурвіца:

Для того, щоб динамічна система була стійка, необхідно і достатньо, щоб усі {\displaystyle \ n} діагональних  мінорів визначника Гурвіца були додатні. Ці мінори називаються визначниками Гурвіца.

Аналізуючи умову критерію Гурвіца, можна помітити її надмірність. Число нерівностей можна зменшити в два рази, використовуючи теорему Льєнара-Шіпара. Втім, в обчислювальному відношенні складність критерію зменшується не суттєво, тому що при обчисленні мінору високого порядку частіше за все необхідно обчислення мінорів нижчих порядків.